# Homa

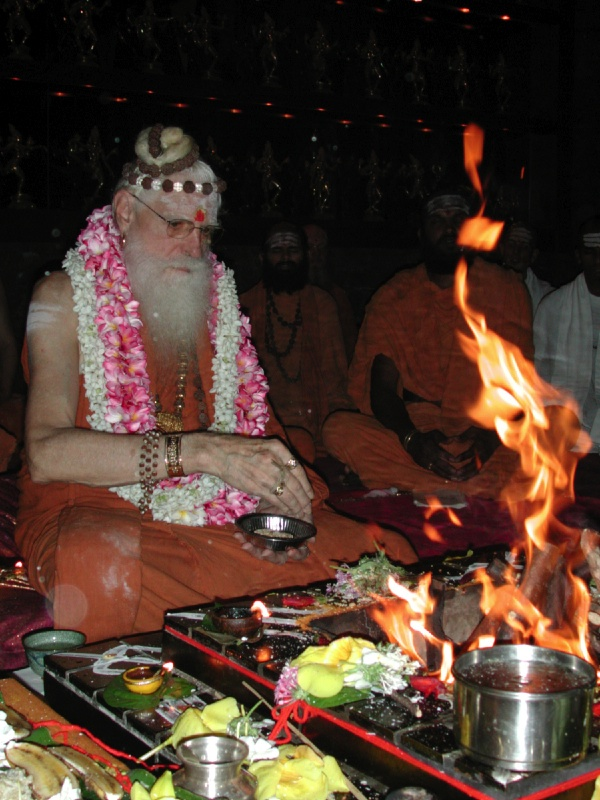
Homa

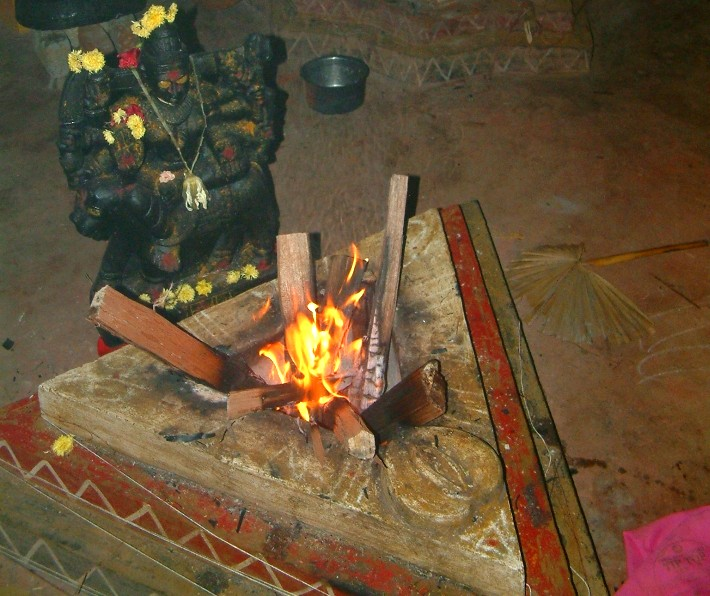
Homa na cześć bogini Dewi

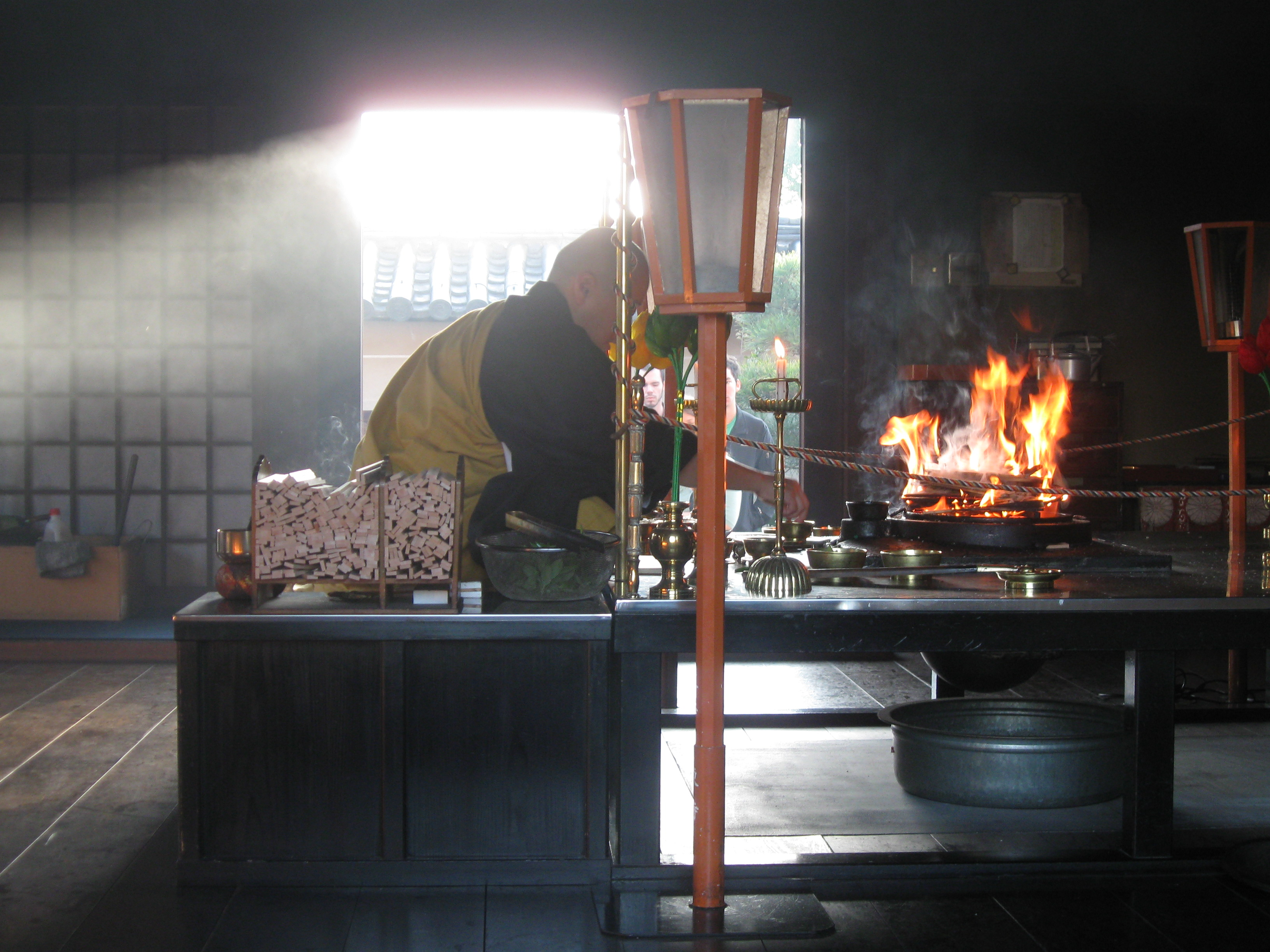
Ceremonia goma w japońskiej sekcie Shingon

Homa (sans. होम) – w hinduizmie, dźinizmie i buddyzmie – rodzaj ofiary, której centralnym elementem jest święty ogień. Jest to tradycja bardzo archaiczna, stanowiąca najstarszą formę indyjskiej pudźy, prawdopodobnie pochodzenia przedaryjskigo. 
W czasach wedyjskich podczas ceremonii homy używano somy. Do dziś tradycja homy jest żywa w Indiach, a także w buddyzmie chińskim i japońskim. W języku japońskim jej odpowiednikiem jest 護摩 goma. W swej najprostszej formie składa się z होमकुंड homakunda - zagłębienia w ziemi, w którym rozpala się ogień, samego ognia, oraz homasamagri - przedmiotów wrzucanych do ognia.